# Pseudogobius javanicus
Pseudogobius javanicus és una espècie de peix de la família dels gòbids i de l'ordre dels perciformes.

## Morfologia
- Els mascles poden assolir 6 cm de longitud total.
- Nombre de vèrtebres: 26.[4][5]

## Alimentació
Menja peixets i invertebrats.

## Hàbitat
És un peix de clima tropical (23 °C-25 °C) i bentopelàgic.

## Distribució geogràfica
Es troba des de l'Índia fins a Austràlia i la Xina.

## Observacions
És inofensiu per als humans.